# Campionato sudamericano femminile under 20 di calcio 2015
Il Campionato sudamericano femminile under 20 di calcio 2015 è stata la settima edizione, compresa la prima giocata da formazioni Under-19, del torneo che, organizzato con cadenza biennale dalla Confederación sudamericana de Fútbol (CONMEBOL), è riservato alle rappresentative nazionali di calcio femminile giovanili dell'area dell'America meridionale le cui squadre sono formate da atlete al di sotto dei 20 anni d'età.
La fase finale si è disputata in Brasile, per la quarta volta paese organizzatore della manifestazione, dal 18 novembre al 3 dicembre 2015. Il torneo è stato vinto dal Brasile, aggiudicandoselo per la settima volta consecutiva nella sua storia sportiva grazie ai 5 punti acquisiti nella fase finale, e la migliore differenza reti rispetto al Venezuela, entrambi qualificati per il Campionato mondiale femminile under 20 di calcio 2016.

## Squadre partecipanti
Al torneo hanno partecipato tutte le dieci nazionali dell'area CONMEBOL, in grassetto la nazione ospitante
| Nazionale | fasi finali disputate | Migliore risultato nel torneo                      |
| --------- | --------------------- | -------------------------------------------------- |
| Argentina | 7                     | 2º posto (2006, 2008, 2012)                        |
| Bolivia   | 7                     | 4º posto (2004, 2014)                              |
| Brasile   | 7                     | Campione (2004, 2006, 2008, 2010, 2012, 2014)      |
| Cile      | 7                     | 4º posto (2008, 2010)                              |
| Colombia  | 7                     | 2º posto (2010)                                    |
| Ecuador   | 7                     | 3º posto (2004)                                    |
| Paraguay  | 7                     | 2º posto (2004, 2014)                              |
| Perù      | 7                     | 4º posto (2006)                                    |
| Uruguay   | 7                     | Fase a gironi (2004, 2006, 2008, 2010, 2012, 2014) |
| Venezuela | 7                     | Fase a gironi (2004, 2006, 2008, 2010, 2012, 2014) |

## Prima fase

### Gruppo A

#### Classifica
| Pos. | Squadra   | Pt | G | V | N | P | GF | GS | DR |
| ---- | --------- | -- | - | - | - | - | -- | -- | -- |
| 1.   | Brasile   | 10 | 4 | 3 | 1 | 0 | 9  | 3  | +6 |
| 2.   | Venezuela | 9  | 4 | 3 | 0 | 1 | 9  | 4  | +5 |
| 3.   | Cile      | 6  | 4 | 2 | 0 | 2 | 6  | 5  | +1 |
| 4.   | Paraguay  | 4  | 4 | 1 | 1 | 2 | 8  | 12 | -4 |
| 5.   | Perù      | 0  | 4 | 0 | 0 | 4 | 4  | 12 | -8 |

#### Risultati
| Data       | Partita   | Partita | Partita   |
| ---------- | --------- | ------- | --------- |
| 19-11-2015 | Paraguay  | 3 - 2   | Perù      |
| 19-11-2015 | Brasile   | 2 - 1   | Venezuela |
| 21-11-2015 | Venezuela | 4 - 1   | Paraguay  |
| 21-11-2015 | Perù      | 1 - 2   | Cile      |
| 23-11-2015 | Cile      | 0 - 1   | Venezuela |
| 23-11-2015 | Paraguay  | 2 - 2   | Brasile   |
| 25-11-2015 | Brasile   | 1 - 0   | Cile      |
| 25-11-2015 | Venezuela | 3 - 1   | Perù      |
| 27-11-2015 | Cile      | 4 - 2   | Paraguay  |
| 27-11-2015 | Brasile   | 4 - 0   | Perù      |

### Gruppo B

#### Classifica
| Pos. | Squadra   | Pt | G | V | N | P | GF | GS | DR |
| ---- | --------- | -- | - | - | - | - | -- | -- | -- |
| 1.   | Argentina | 9  | 4 | 3 | 0 | 1 | 9  | 7  | +2 |
| 2.   | Colombia  | 7  | 4 | 2 | 1 | 1 | 7  | 2  | +5 |
| 3.   | Ecuador   | 7  | 4 | 2 | 1 | 1 | 8  | 4  | +4 |
| 4.   | Uruguay   | 4  | 4 | 1 | 1 | 2 | 5  | 10 | -5 |
| 5.   | Bolivia   | 1  | 4 | 0 | 1 | 3 | 2  | 8  | -6 |

#### Risultati
| Data       | Partita   | Partita | Partita   |
| ---------- | --------- | ------- | --------- |
| 18-11-2015 | Uruguay   | 3 - 2   | Ecuador   |
| 18-11-2015 | Argentina | 3 - 1   | Bolivia   |
| 20-11-2015 | Bolivia   | 1 - 1   | Uruguay   |
| 20-11-2015 | Ecuador   | 0 - 0   | Colombia  |
| 22-11-2015 | Colombia  | 2 - 0   | Bolivia   |
| 22-11-2015 | Uruguay   | 1 - 3   | Argentina |
| 24-11-2015 | Bolivia   | 0 - 2   | Ecuador   |
| 24-11-2015 | Argentina | 2 - 1   | Colombia  |
| 26-11-2015 | Colombia  | 4 - 0   | Uruguay   |
| 26-11-2015 | Ecuador   | 4 - 1   | Argentina |

## Girone finale

### Classifica
| Pos. | Squadra   | Pt | G | V | N | P | GF | GS | DR |
| ---- | --------- | -- | - | - | - | - | -- | -- | -- |
| 1.   | Brasile   | 5  | 3 | 1 | 2 | 0 | 3  | 1  | +2 |
| 2.   | Venezuela | 5  | 3 | 1 | 2 | 0 | 4  | 3  | +1 |
| 3.   | Colombia  | 2  | 3 | 0 | 2 | 1 | 1  | 2  | -1 |
| 4.   | Argentina | 2  | 3 | 0 | 2 | 1 | 3  | 5  | -2 |

### Risultati
| Data       | Partita   | Partita | Partita   |
| ---------- | --------- | ------- | --------- |
| 29-11-2015 | Argentina | 2 - 2   | Venezuela |
| 29-11-2015 | Brasile   | 0 - 0   | Colombia  |
| 1-12-2015  | Argentina | 0 - 0   | Colombia  |
| 1-12-2015  | Brasile   | 0 - 0   | Venezuela |
| 3-12-2015  | Venezuela | 2 - 1   | Colombia  |
| 3-12-2015  | Brasile   | 3 - 1   | Argentina |

## Classifica marcatrici
Fonte:
6 reti
- Yamila Rodríguez

4 reti
- Jennifer Westendorf

3 reti
- Micaela Cabrera
- Gabriela Nunes
- Paulina Lara
- Angie Ponce

- Jessica Martínez
- Yamila Badell
- Gabriela García

2 reti
- Geyse Ferreira
- Kélen Bender
- Katya Ponce
- Juliana Ocampo
- Valentina Restrepo
- Leicy Santos

- Mariela Jácome
- Alejandra Ramos
- Vimarest Díaz
- Yenifer Giménez
- Idalys Pérez

1 rete
- Lorena Benítez
- Juana Bilos
- Rocío Correa
- María Aguilar
- Marcela Ortiz
- Marjorie Castro
- Pamela Peñaloza
- Laura Rentería

- Maylin Arreaga
- Diana Ganan
- Kerlly Real
- Lice Chamorro
- Fanny Godoy
- Griselda López
- Amara Suafán
- Geraldine Cisneros

- Carmen Quesada
- Daiana Farías
- Ana Laura Millan
- Alexyar Cañas
- Tahicelis Marcano
- Kika Moreno
- Yosneidy Zambrano

Autoreti
- Laurie Cristaldo (a favore del Cile)
- Vannia Bravo (a favore del Paraguay)